# Ariobarzanes 3. af Kappadokien
Ariobarzanes 3. Eusebes Filorhomaios (? – ca. 42 f.Kr.) var konge af Kappadokien 51 f.Kr. til ca. 42 f.Kr.
Han var søn af kong Ariobarzanes 2. Filopator, som hvis efterfølger romerne anerkendte ham. Han støttede oprindeligt Pompejus, men bevarede sin magt da Julius Caesar vandt den romerske borgerkrig og kunne endda føje Lille Armenien til sit kongerige. I borgerkrigen efter Caesars død i 44 f.Kr., blev Ariobarzanes 3. dræbt af Cassius Longinus. Han blev efterfulgt af broderen Ariarathes 10. Eusebes Filadelfos.
Cassius Longinus fik ham henrettet ca. 42 f.Kr. Han blev efterfulgt af broderen Ariarathes 10. Eusebes Filadelfos.